# Antonín Ferdinand Feuerstein
Antonín Ferdinand svobodný pán Feuerstein z Feuersteinsbergu (německy Anton Ferdinand Freiherr Feuerstein von Feuersteinsberg, 15. prosince 1691, Praha – 26. ledna 1780, Nadějkov) byl česko-rakouský důstojník, generál císařské armády a velitel dělostřelectva za dynastických válek 18. století. Nakonec dosáhl hodnosti polního zbrojmistra a na penzi se usadil v Čechách. 

## Život

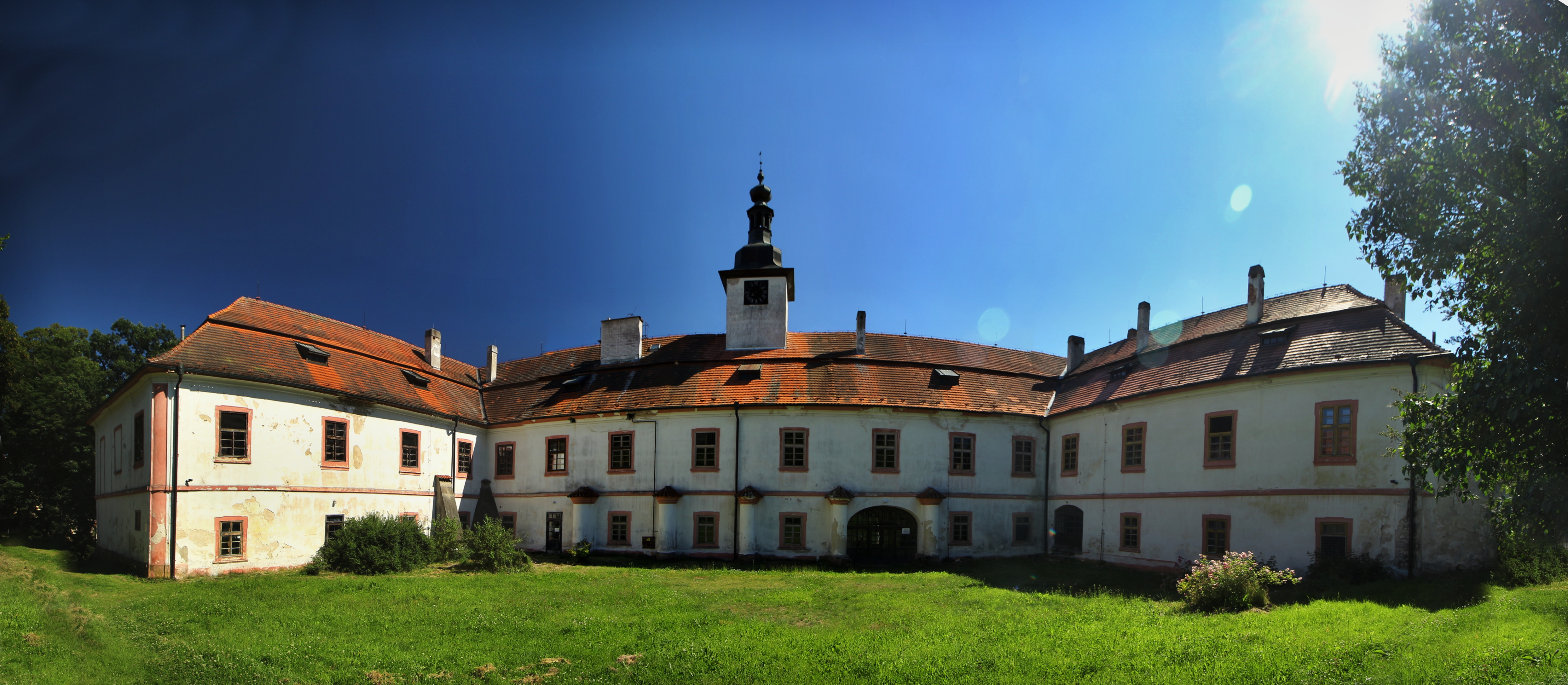
Zámek v Nadějkově

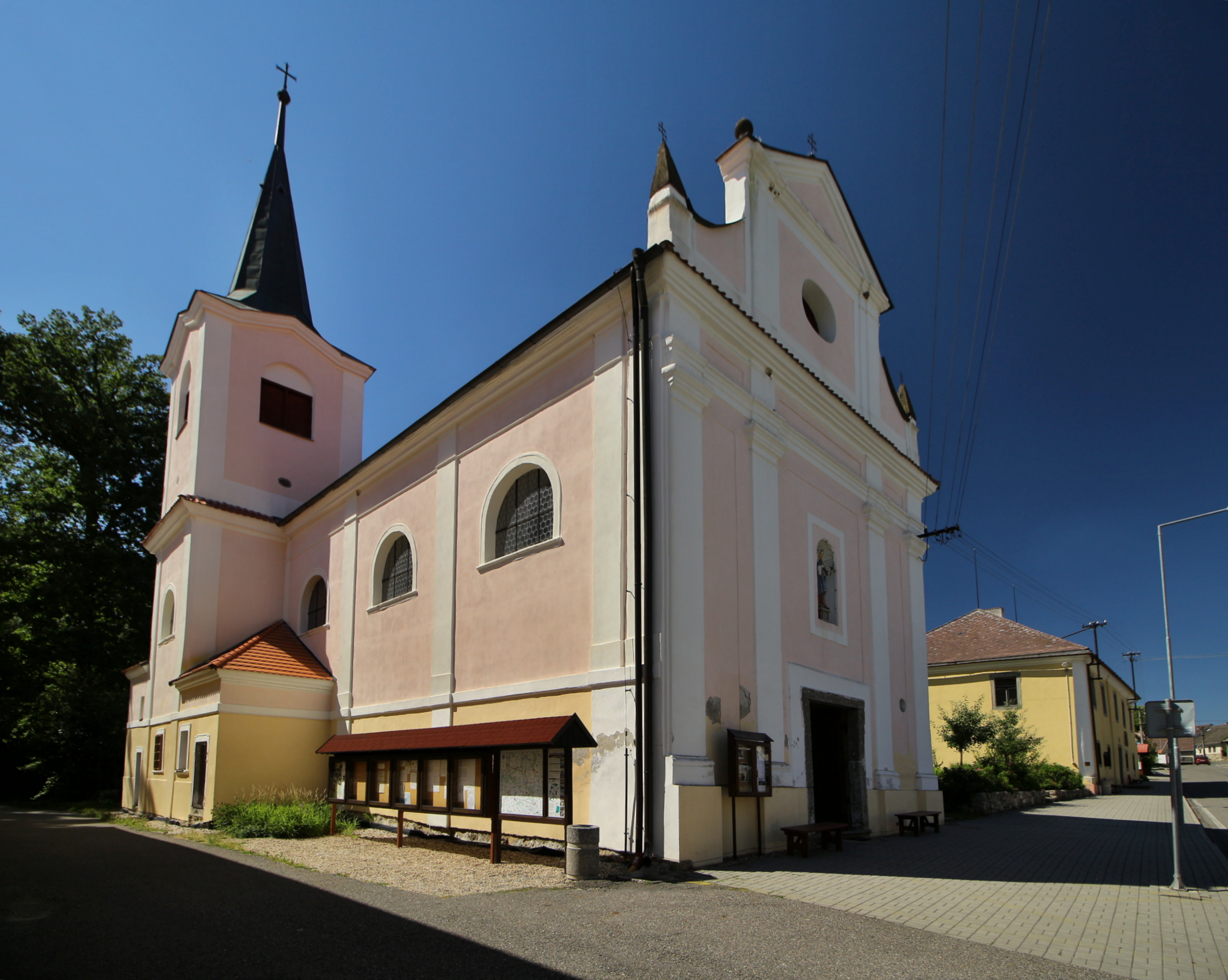
Kostel v Nadějkově, místo posledního odpočinku hraběte Antonína Ferdinanda

Pocházel z rakouské šlechtické rodiny, narodil se jako starší syn Andrease Feuersteina, který sloužil jako dělostřelecký důstojník v Praze. Antonín Ferdinand vstoupil do císařské armády v šestnácti letech jako dobrovolník a kariéru zahájil za války o španělské dědictví. Později vynikl jako důstojník dělostřelectva a podílel se také na reorganizaci této armádní složky. Za války o polské dědictví byl v hodnosti podplukovníka velitelem dělostřelectva v pevnosti Messina. Později ve válce s Turky dosáhl hodnosti generálního polního vachtmistra (respektive generálmajora, 1738) a za války o rakouské dědictví byl povýšen na polního podmaršála. V roce 1753 odešel do penze, ale za sedmileté války byl znovu povolán do aktivní služby a během pruského vpádu do Čech byl vrchním velitelem dělostřelectva v Praze. V roce 1758 dosáhl hodnosti polního zbrojmistra a za zásluhy byl vyznamenán rytířským křížem Vojenského řádu Marie Terezie.
Ve svých sedmdesáti letech, 29. března 1761, koupil za 80 000 florinů od paní Apollonie Scherzerové z Kleinmühle jihočeská panství Nadějkov se Starčovou Lhotou na Táborsku a 31. ledna 1763 také přilehlé panství Růžená. Nikdy se neoženil a zemřel ve věku 90 let na zápal plic ve svém zdejším sídle. Byl pochován v místním kostele Nejsvětější Trojice, kde je také umístěna jeho busta.
Jeho bratr Ondřej Leopold (15. listopadu 1697 – 4. března 1774 v Nadějkově), byl tajným radou a císařským polním podmaršálem (1. dubna 1759). Za své velení v bitvě u Kolína byl ihned po bojích 4. července 1757 císařovnou Marií Terezií povýšen do hodnosti generála-polního vachmistra. Podobně též při obléhání Sonnensteinu v následujícím roce.
Oběma bratrům, Antonínu Ferdinandovi a Ondřeji Leopoldovi byl 19. ledna 1757 ve Vídni potvrzen predikát von Feuersteinsberg, který získali jejich předkové, a byli povýšen do stavu svobodných pánů s oslovením „Velectěný/Wohlgeboren“, a jejich rodový erb byl polepšen. Současně s tím obdrželi inkolát v panském stavu v Čechách a 12. března téhož roku také na Moravě.